# ネリーとセザール
『ネリーとセザール』（英: Nelly & Caesar）は、幼児向けテレビアニメ作品。
原作はベルギーの絵本であり、過去にCSで放送され、その後BSフジで再放送された。
また、DVDは全8巻まで発売されている。

## 登場人物

### 主人公
ネリー（Nelly）
声 - 沢城みゆき
いつも元気なネズミの女の子
セザール（Caesar）
声 - 松本梨香
面白い事が大好きなカエルの男の子

### なかまたち
ミーナ（Mina）
声 - 廣田詩夢
リスの女の子。ネリーと仲良し。
フレッド（Fred）
声 - 福井美樹
ビーバーの男の子。セザールと仲良しで、一人称は「オイラ」。
レオ（Leo）
声 - 斎藤千和
ヤマアラシの男の子。語尾に「です」をつけて話し、最も年下。